# Basava-Tempel

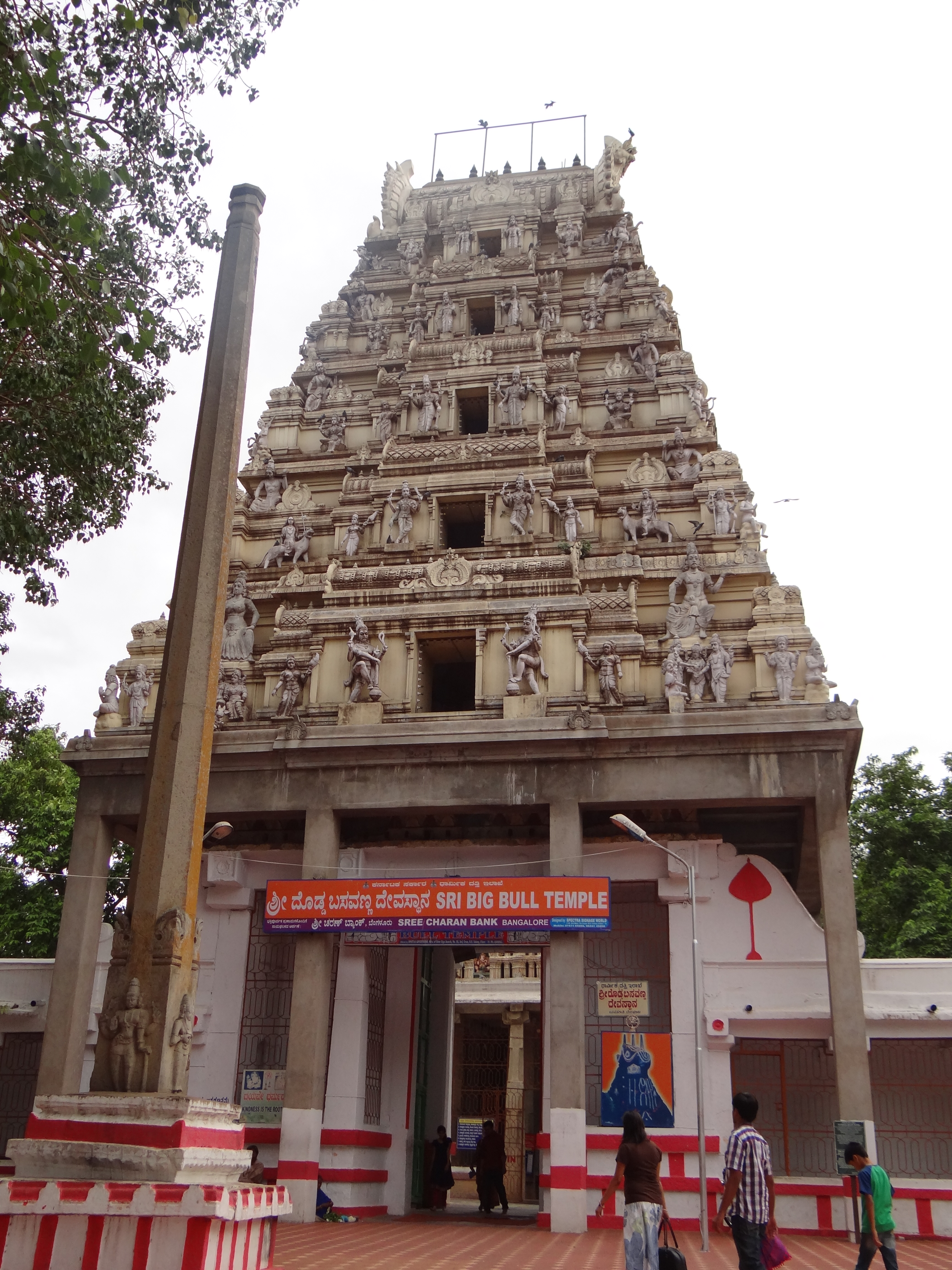
Stiertempel (Dodda Basavana Gudi), Portal

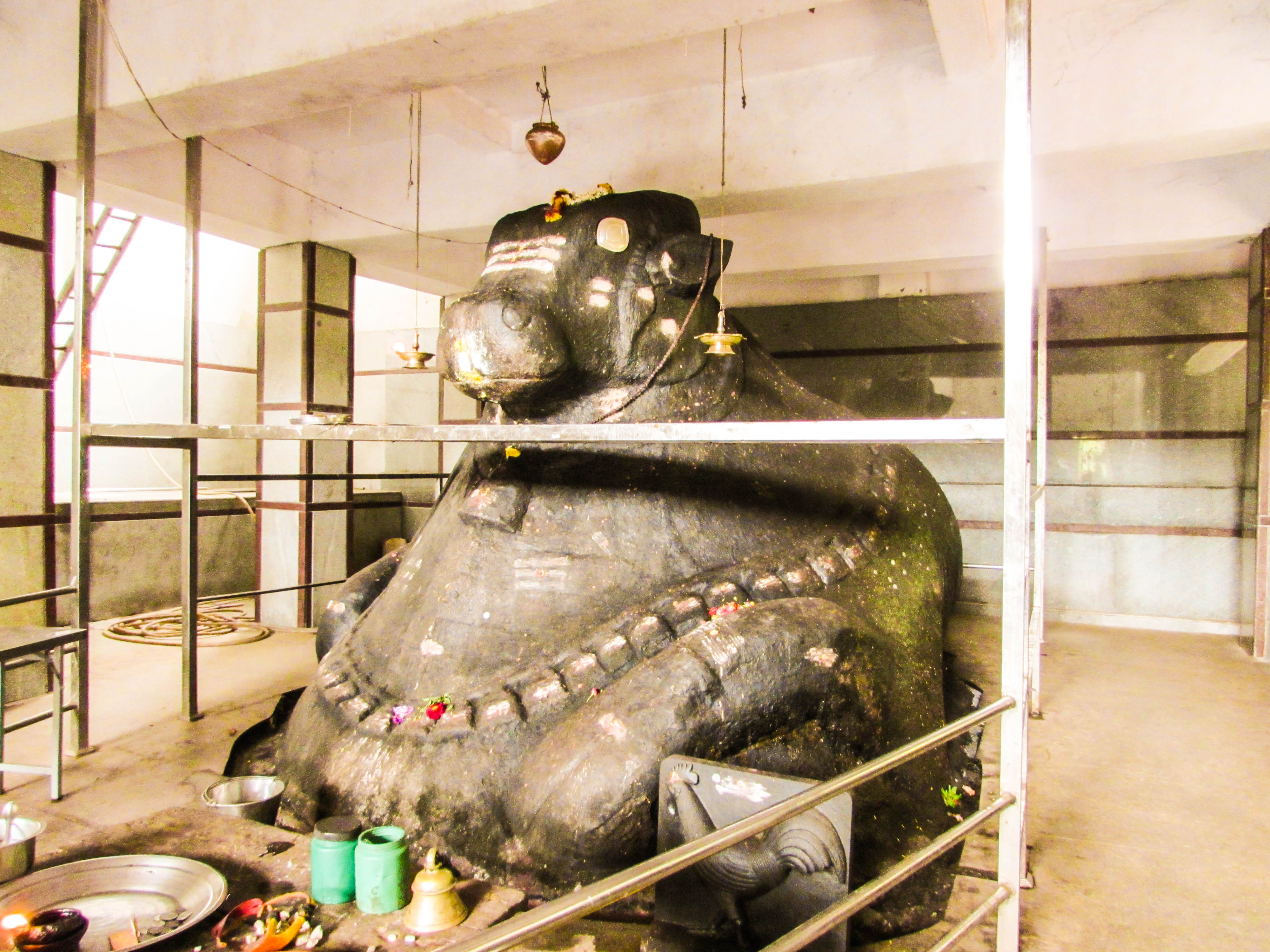
Stierstatue

Der Basava-Tempel (Dodda Basavana Gudi) ist ein hinduistischer Tempel in der Stadt Bengaluru in Indien.
Der Tempel befindet sich neben dem Dodda-Ganesha-Tempel innerhalb des weitläufigen Parks Bugle Rock im Süden von Bengaluru. Der Name der Region Basavanagudi leitet sich ab von dem Basavanagudi-Tempel, der im Jahr 1537 im Vijayanagara-Stil errichtet wurde.
Verehrt wird in dem Tempel Nandi, ein riesiger Stier und Figur der hinduistischen Mythologie.